# エスタディオ・デ・ラ・セラミカ
エスタディオ・デ・ラ・セラミカ（スペイン語: Estadio de la Cerámica）は、スペイン・バレンシア州カステリョン県ヴィラ＝レアルにあるサッカー専用スタジアム。ビジャレアルCFがホームスタジアムとして使用している。2017年1月までの名称はエスタディオ・エル・マドリガル （スペイン語: Estadio El Madrigal）。

## 歴史

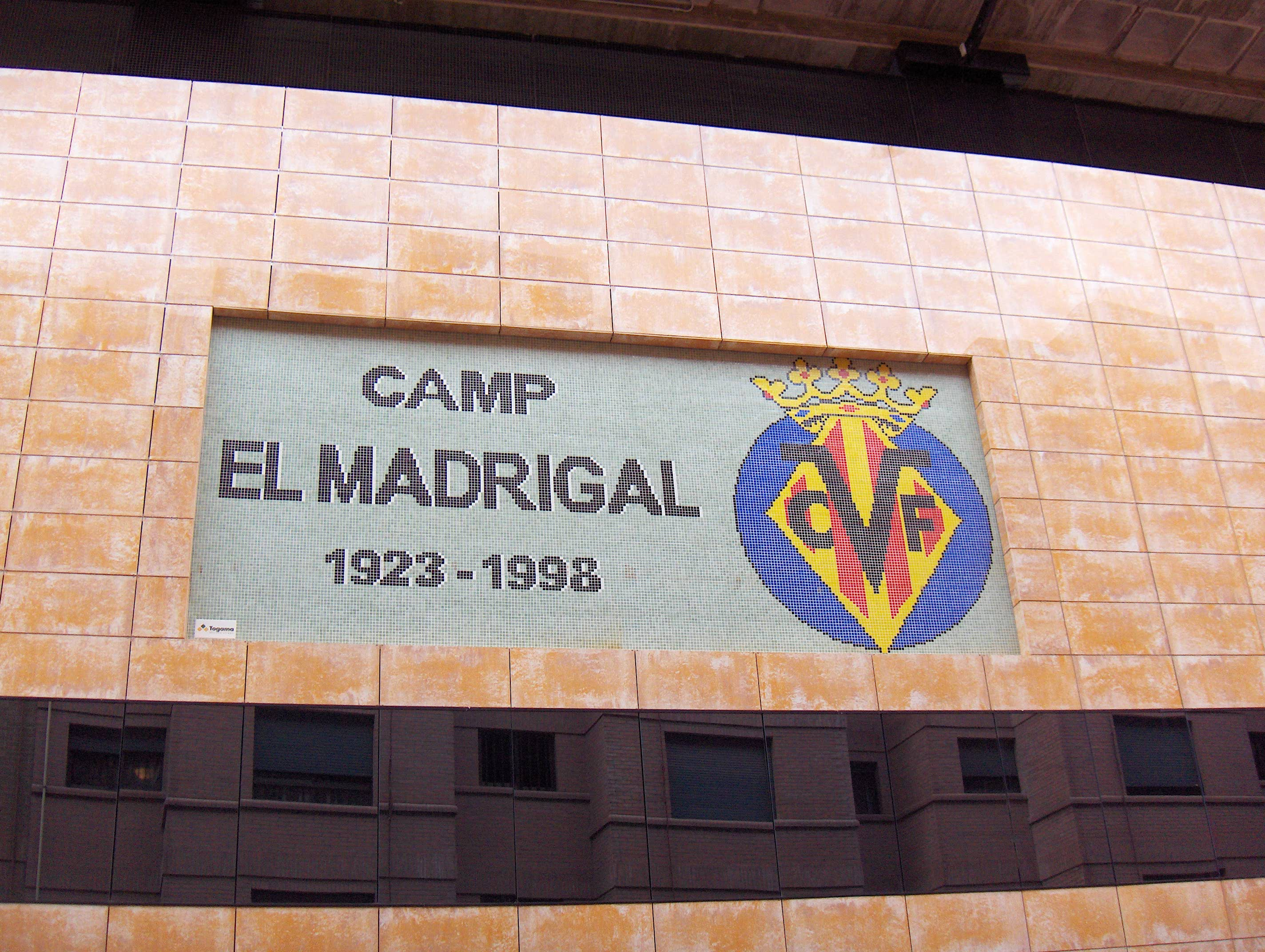
2017年まで使用されていた名称の記念碑

1923年6月17日に落成してカンポ・デル・ビジャレアルと名付けられ、CDカステリョン対セルバンテス戦が行われた。その2年後には、建設された土地に合わせてエスタディオ・エル・マドリガルと名を変えた。Feudo Amarillo（黄色い争い）が愛称のこのスタジアムは、地中海から5kmほどの距離にあるラブラドール広場に位置し、標高は50mである。
最初の改修工事は1952年の夏に行われた。1952年に夏季オリンピックが行われたヘルシンキ・オリンピックスタジアムに合わせてピッチサイズは95m×65mから105m×65mに拡張された。1960年代には小規模の屋根の付いたメインスタンドを建造し、1971-72シーズンには南側のスタンドが建造された。1988年には新しいスタンドに部屋を作るために古いスタンドは壊され、1989年3月8日のアトレティコ・マドリードとの親善試合で再オープンした。
クラブの75周年事業として南側のスタンドは再び壊され、2階席やVIP席を備えた屋根付きの新しいスタンドが建造された。北側のスタンドも新築され、1999-2000シーズンに大改築工事は終了した。
1973年9月16日、セグンダ・ディビシオンBのビジャレアルCF対SEエイビッサ・イビサ戦で初めて照明が焚かれた。ピッチの四隅にひとつあたり九つのハロゲンランプを備えた照明塔をピッチの四隅に建設することに手を貸したのはビジャレアル市役所だった。
ロッカールームは何度も移動された。1935-36シーズンまではスタジアムの南東角にあったが、その後北西角に移動され、1989年までその場所にあった。1989年以後は南西角にある。最後の改修でドレッシングルームがメインスタンド下に設けられた。
2005-06シーズンのUEFAチャンピオンズリーグの試合を開催することを承認させるために、一連の必要条件を満たす義務があった。クラブは2005年にすぐさまレギュレーションに合わせた改修を行った。スタジアムの外観を黄色いタイルで覆い、美観の向上と地域の特産であるタイル製造への利益の向上を図った。ドレッシングルームが改修されたほか、記者会見室が拡張され、監督室、マッサージ室、バスルーム、シャワールーム、欧州サッカー連盟(UEFA)から派遣された役員のための部屋、アンチドーピングホールが新たに設けられた。ピッチは1m広げられ、ドレッシングルームに向かうエントランスは修繕された。2つのレストランが開店し、広告設備は電子化された。
2017年1月8日、エスタディオ・デ・ラ・セラミカへ改称した。

## ギャラリー

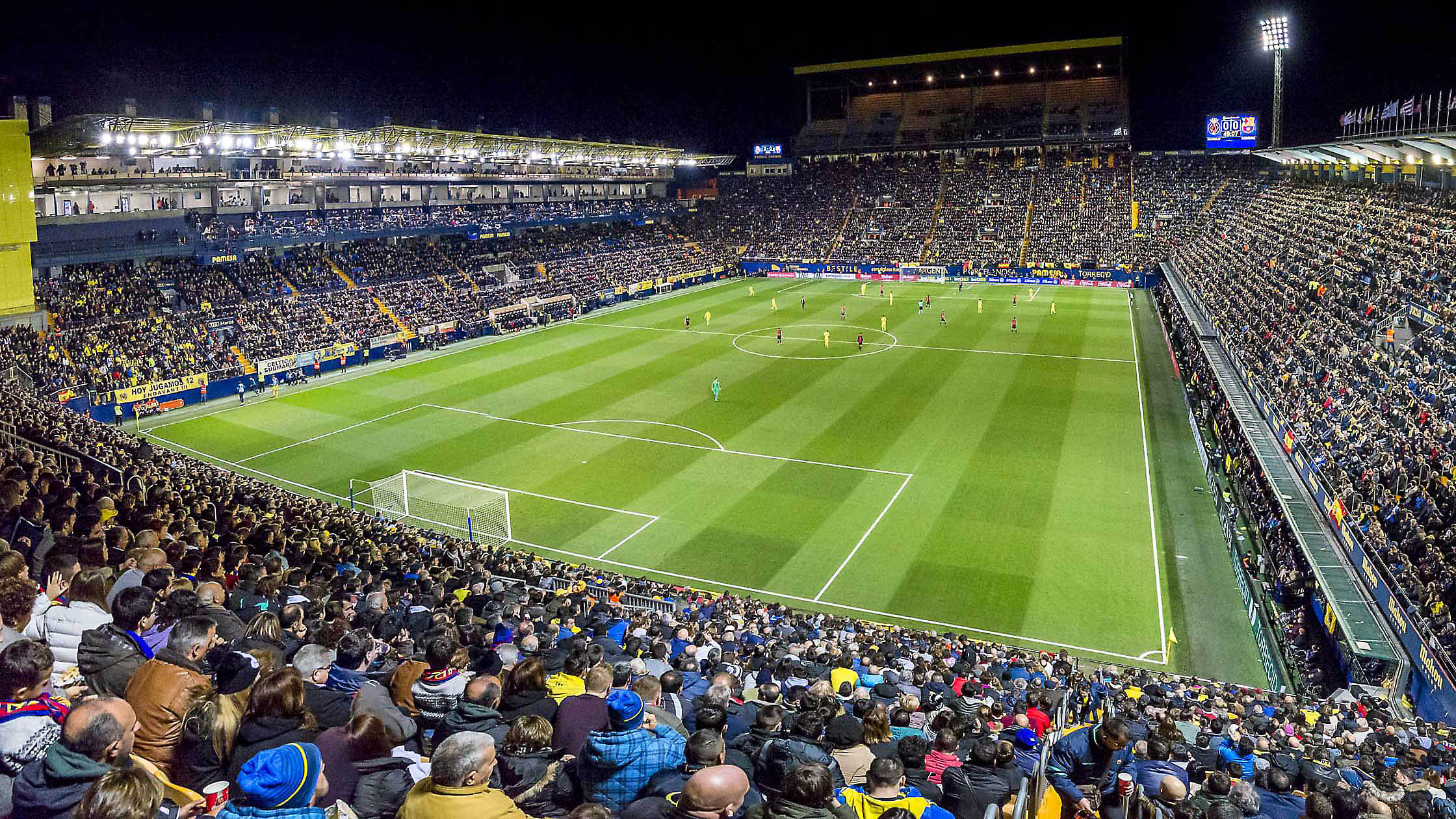
内観1
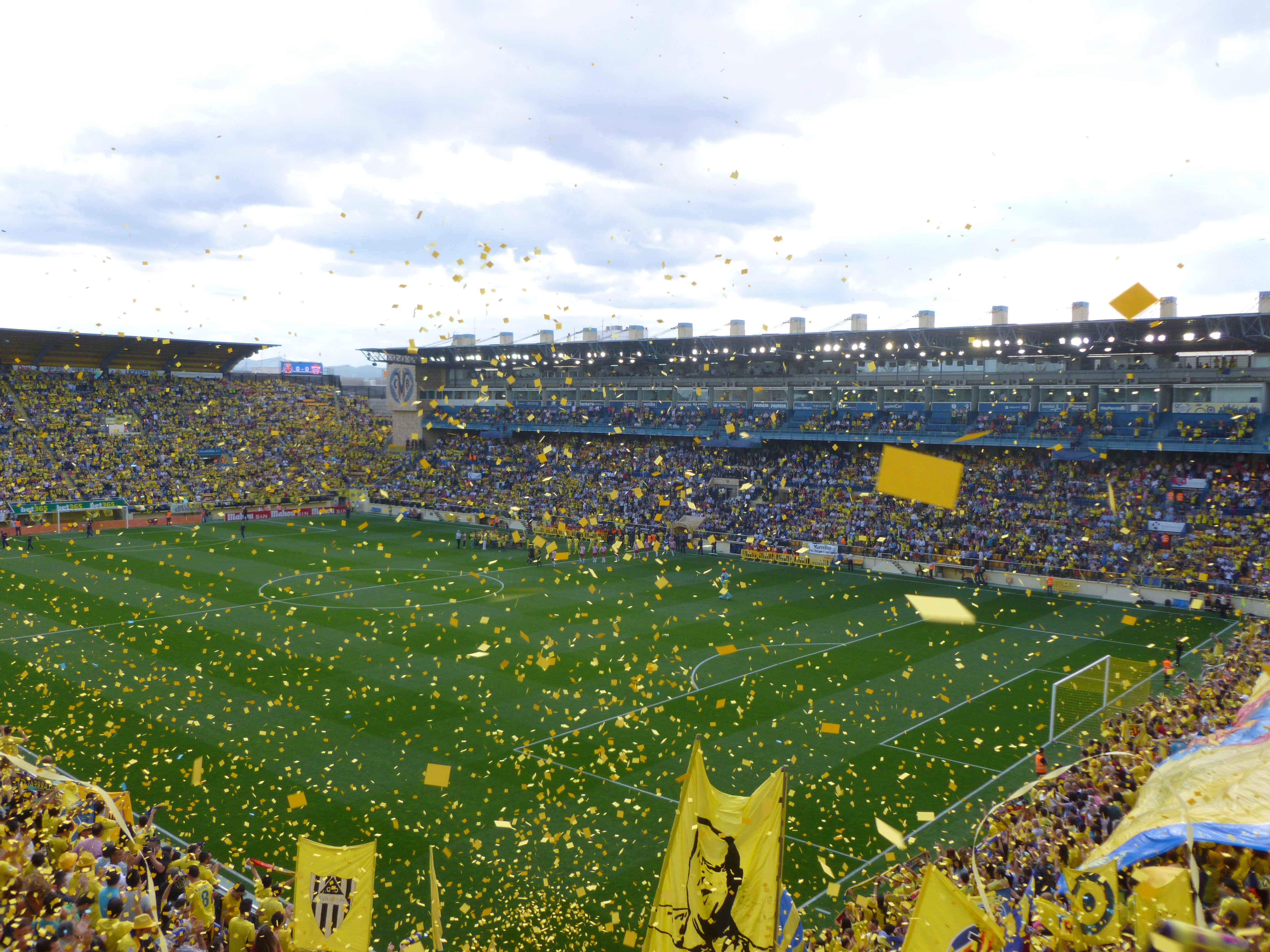
内観2
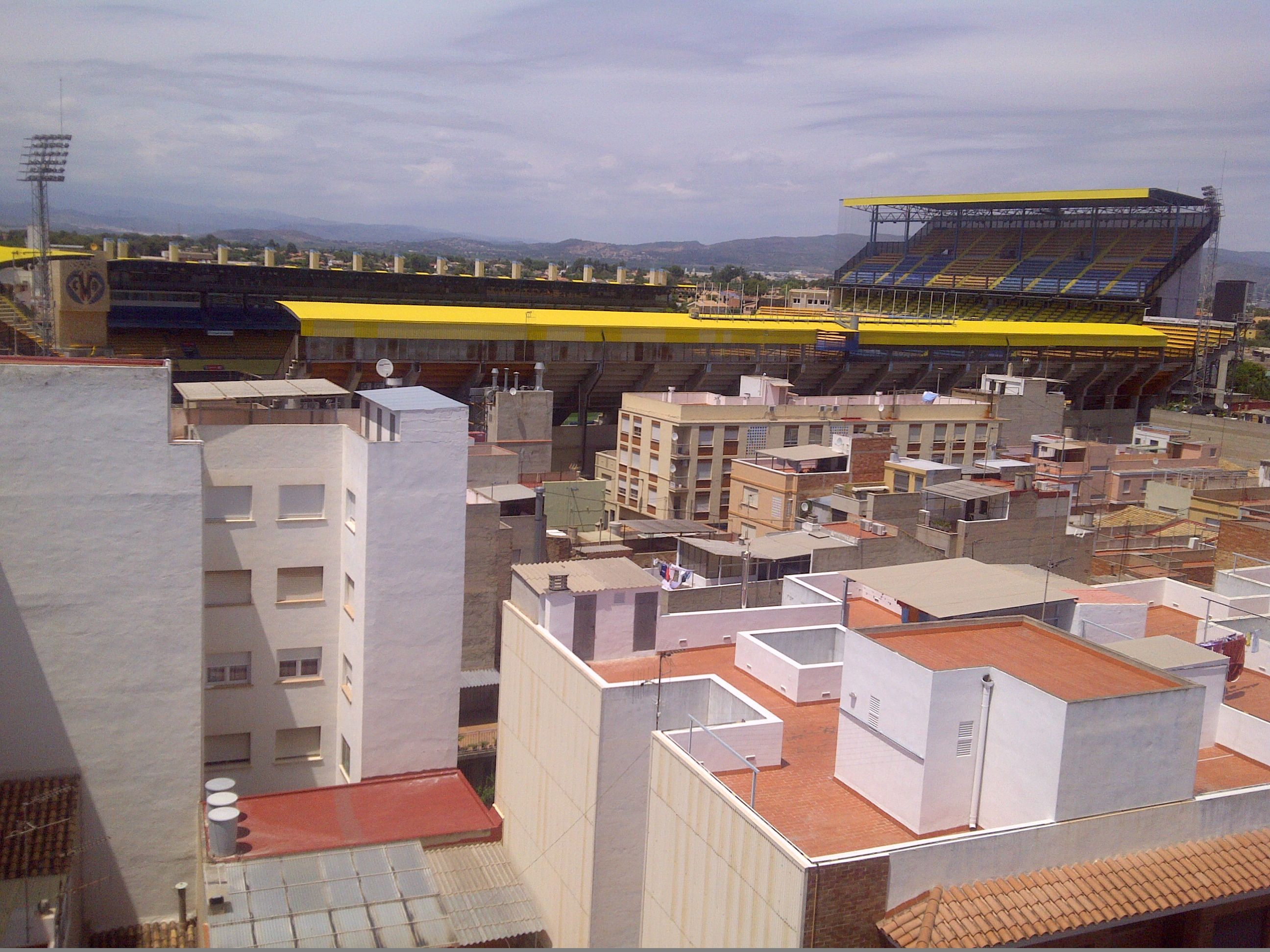
街中から望むスタジアム

## アクセス
- 鉄道
  - スペイン国鉄 セルカニアス バレンシアC-6線ヴィラ＝レアル駅よりタクシーで8分